# Llista d'asteroides/106801–106900
| Nom               | Designació provisional | Data de descobriment | Lloc de descobriment | Descobridor/s                      |
| ----------------- | ---------------------- | -------------------- | -------------------- | ---------------------------------- |
| 106801 -          | 2000 XT31              | 4 de desembre, 2000  | Socorro              | LINEAR                             |
| 106802 -          | 2000 XX32              | 4 de desembre, 2000  | Socorro              | LINEAR                             |
| 106803 -          | 2000 XX33              | 4 de desembre, 2000  | Socorro              | LINEAR                             |
| 106804 -          | 2000 XY33              | 4 de desembre, 2000  | Socorro              | LINEAR                             |
| 106805 -          | 2000 XM35              | 4 de desembre, 2000  | Socorro              | LINEAR                             |
| 106806 -          | 2000 XO35              | 4 de desembre, 2000  | Socorro              | LINEAR                             |
| 106807 -          | 2000 XE37              | 5 de desembre, 2000  | Socorro              | LINEAR                             |
| 106808 -          | 2000 XX38              | 5 de desembre, 2000  | Socorro              | LINEAR                             |
| 106809 -          | 2000 XP39              | 4 de desembre, 2000  | Socorro              | LINEAR                             |
| 106810 -          | 2000 XY39              | 5 de desembre, 2000  | Socorro              | LINEAR                             |
| 106811 -          | 2000 XE40              | 5 de desembre, 2000  | Socorro              | LINEAR                             |
| 106812 -          | 2000 XV40              | 5 de desembre, 2000  | Socorro              | LINEAR                             |
| 106813 -          | 2000 XW41              | 5 de desembre, 2000  | Socorro              | LINEAR                             |
| 106814 -          | 2000 XN42              | 5 de desembre, 2000  | Socorro              | LINEAR                             |
| 106815 -          | 2000 XR42              | 5 de desembre, 2000  | Socorro              | LINEAR                             |
| 106816 -          | 2000 XE43              | 5 de desembre, 2000  | Socorro              | LINEAR                             |
| 106817 Yubangtaek | 2000 XC44              | 6 de desembre, 2000  | Bohyunsan            | Y.-B. Jeon, B.-C. Lee              |
| 106818 -          | 2000 XV44              | 8 de desembre, 2000  | Socorro              | LINEAR                             |
| 106819 -          | 2000 XC45              | 5 de desembre, 2000  | Socorro              | LINEAR                             |
| 106820 -          | 2000 XJ45              | 7 de desembre, 2000  | Socorro              | LINEAR                             |
| 106821 -          | 2000 XX45              | 15 de desembre, 2000 | Socorro              | LINEAR                             |
| 106822 -          | 2000 XN47              | 4 de desembre, 2000  | Socorro              | LINEAR                             |
| 106823 -          | 2000 XB49              | 4 de desembre, 2000  | Socorro              | LINEAR                             |
| 106824 -          | 2000 XJ51              | 6 de desembre, 2000  | Socorro              | LINEAR                             |
| 106825 -          | 2000 XY53              | 15 de desembre, 2000 | Uccle                | T. Pauwels                         |
| 106826 -          | 2000 YF                | 16 de desembre, 2000 | Socorro              | LINEAR                             |
| 106827 -          | 2000 YU                | 16 de desembre, 2000 | Socorro              | LINEAR                             |
| 106828 -          | 2000 YG1               | 18 de desembre, 2000 | Kitt Peak            | Spacewatch                         |
| 106829 -          | 2000 YL1               | 17 de desembre, 2000 | Socorro              | LINEAR                             |
| 106830 -          | 2000 YC4               | 19 de desembre, 2000 | Višnjan Observatory  | K. Korlević                        |
| 106831 -          | 2000 YQ4               | 20 de desembre, 2000 | Kitt Peak            | Spacewatch                         |
| 106832 -          | 2000 YU6               | 20 de desembre, 2000 | Socorro              | LINEAR                             |
| 106833 -          | 2000 YF7               | 20 de desembre, 2000 | Socorro              | LINEAR                             |
| 106834 -          | 2000 YN7               | 20 de desembre, 2000 | Socorro              | LINEAR                             |
| 106835 -          | 2000 YE8               | 22 de desembre, 2000 | Višnjan Observatory  | K. Korlević                        |
| 106836 -          | 2000 YG8               | 20 de desembre, 2000 | Oaxaca               | J. M. Roe                          |
| 106837 -          | 2000 YW8               | 20 de desembre, 2000 | Kitt Peak            | Spacewatch                         |
| 106838 -          | 2000 YT9               | 23 de desembre, 2000 | Višnjan Observatory  | K. Korlević                        |
| 106839 -          | 2000 YJ10              | 21 de desembre, 2000 | Socorro              | LINEAR                             |
| 106840 -          | 2000 YA11              | 22 de desembre, 2000 | Socorro              | LINEAR                             |
| 106841 -          | 2000 YB11              | 22 de desembre, 2000 | Socorro              | LINEAR                             |
| 106842 -          | 2000 YT12              | 23 de desembre, 2000 | Desert Beaver        | W. K. Y. Yeung                     |
| 106843 -          | 2000 YV12              | 25 de desembre, 2000 | Oizumi               | T. Kobayashi                       |
| 106844 -          | 2000 YQ14              | 25 de desembre, 2000 | Oaxaca               | J. M. Roe                          |
| 106845 -          | 2000 YR14              | 24 de desembre, 2000 | Farpoint             | G. Hug                             |
| 106846 -          | 2000 YY15              | 22 de desembre, 2000 | Anderson Mesa        | LONEOS                             |
| 106847 -          | 2000 YO16              | 28 de desembre, 2000 | Ametlla de Mar       | J. Nomen                           |
| 106848 -          | 2000 YP16              | 28 de desembre, 2000 | Socorro              | LINEAR                             |
| 106849 -          | 2000 YC17              | 22 de desembre, 2000 | Socorro              | LINEAR                             |
| 106850 -          | 2000 YN18              | 21 de desembre, 2000 | Socorro              | LINEAR                             |
| 106851 -          | 2000 YS19              | 28 de desembre, 2000 | Fair Oaks Ranch      | J. V. McClusky                     |
| 106852 -          | 2000 YV19              | 22 de desembre, 2000 | Haleakala            | NEAT                               |
| 106853 -          | 2000 YZ19              | 27 de desembre, 2000 | Desert Beaver        | W. K. Y. Yeung                     |
| 106854 -          | 2000 YB21              | 28 de desembre, 2000 | Kitt Peak            | Spacewatch                         |
| 106855 -          | 2000 YN21              | 26 de desembre, 2000 | Haleakala            | NEAT                               |
| 106856 -          | 2000 YF22              | 26 de desembre, 2000 | Kitt Peak            | Spacewatch                         |
| 106857 -          | 2000 YU22              | 28 de desembre, 2000 | Kitt Peak            | Spacewatch                         |
| 106858 -          | 2000 YT23              | 28 de desembre, 2000 | Kitt Peak            | Spacewatch                         |
| 106859 -          | 2000 YC26              | 23 de desembre, 2000 | Socorro              | LINEAR                             |
| 106860 -          | 2000 YO26              | 28 de desembre, 2000 | Socorro              | LINEAR                             |
| 106861 -          | 2000 YV26              | 28 de desembre, 2000 | Socorro              | LINEAR                             |
| 106862 -          | 2000 YZ26              | 25 de desembre, 2000 | Haleakala            | NEAT                               |
| 106863 -          | 2000 YA27              | 25 de desembre, 2000 | Haleakala            | NEAT                               |
| 106864 -          | 2000 YL27              | 30 de desembre, 2000 | Kitt Peak            | Spacewatch                         |
| 106865 -          | 2000 YU27              | 30 de desembre, 2000 | Kitt Peak            | Spacewatch                         |
| 106866 -          | 2000 YQ28              | 28 de desembre, 2000 | Socorro              | LINEAR                             |
| 106867 -          | 2000 YR28              | 28 de desembre, 2000 | Socorro              | LINEAR                             |
| 106868 -          | 2000 YK31              | 31 de desembre, 2000 | Kitt Peak            | Spacewatch                         |
| 106869 Irinyi     | 2000 YY31              | 31 de desembre, 2000 | Piszkéstető          | Piszkéstető, K. Sárneczky, L. Kiss |
| 106870 -          | 2000 YN32              | 30 de desembre, 2000 | Socorro              | LINEAR                             |
| 106871 -          | 2000 YP32              | 30 de desembre, 2000 | Socorro              | LINEAR                             |
| 106872 -          | 2000 YV32              | 30 de desembre, 2000 | Socorro              | LINEAR                             |
| 106873 -          | 2000 YA33              | 30 de desembre, 2000 | Socorro              | LINEAR                             |
| 106874 -          | 2000 YD33              | 23 de desembre, 2000 | Črni Vrh             | Črni Vrh                           |
| 106875 -          | 2000 YW33              | 28 de desembre, 2000 | Socorro              | LINEAR                             |
| 106876 -          | 2000 YN34              | 28 de desembre, 2000 | Socorro              | LINEAR                             |
| 106877 -          | 2000 YU34              | 28 de desembre, 2000 | Socorro              | LINEAR                             |
| 106878 -          | 2000 YZ35              | 30 de desembre, 2000 | Socorro              | LINEAR                             |
| 106879 -          | 2000 YA36              | 30 de desembre, 2000 | Socorro              | LINEAR                             |
| 106880 -          | 2000 YM36              | 30 de desembre, 2000 | Socorro              | LINEAR                             |
| 106881 -          | 2000 YX36              | 30 de desembre, 2000 | Socorro              | LINEAR                             |
| 106882 -          | 2000 YY36              | 30 de desembre, 2000 | Socorro              | LINEAR                             |
| 106883 -          | 2000 YJ37              | 30 de desembre, 2000 | Socorro              | LINEAR                             |
| 106884 -          | 2000 YN37              | 30 de desembre, 2000 | Socorro              | LINEAR                             |
| 106885 -          | 2000 YY37              | 30 de desembre, 2000 | Socorro              | LINEAR                             |
| 106886 -          | 2000 YC38              | 30 de desembre, 2000 | Socorro              | LINEAR                             |
| 106887 -          | 2000 YC39              | 30 de desembre, 2000 | Socorro              | LINEAR                             |
| 106888 -          | 2000 YM39              | 30 de desembre, 2000 | Socorro              | LINEAR                             |
| 106889 -          | 2000 YW39              | 30 de desembre, 2000 | Socorro              | LINEAR                             |
| 106890 -          | 2000 YA40              | 30 de desembre, 2000 | Socorro              | LINEAR                             |
| 106891 -          | 2000 YV40              | 30 de desembre, 2000 | Socorro              | LINEAR                             |
| 106892 -          | 2000 YK41              | 30 de desembre, 2000 | Socorro              | LINEAR                             |
| 106893 -          | 2000 YS41              | 30 de desembre, 2000 | Socorro              | LINEAR                             |
| 106894 -          | 2000 YT41              | 30 de desembre, 2000 | Socorro              | LINEAR                             |
| 106895 -          | 2000 YX41              | 30 de desembre, 2000 | Socorro              | LINEAR                             |
| 106896 -          | 2000 YL43              | 30 de desembre, 2000 | Socorro              | LINEAR                             |
| 106897 -          | 2000 YO43              | 30 de desembre, 2000 | Socorro              | LINEAR                             |
| 106898 -          | 2000 YU43              | 30 de desembre, 2000 | Socorro              | LINEAR                             |
| 106899 -          | 2000 YF44              | 30 de desembre, 2000 | Socorro              | LINEAR                             |
| 106900 -          | 2000 YA45              | 30 de desembre, 2000 | Socorro              | LINEAR                             |